# Xã Burg, Quận Divide, Bắc Dakota
Xã Burg (tiếng Anh: Burg Township) là một xã thuộc quận Divide, tiểu bang Bắc Dakota, Hoa Kỳ. Năm 2010, dân số của xã này là 24 người.